# 旋量群
数学中，旋量群 Spin(n) 是特殊正交群 SO(n) 的二重覆叠，使得存在李群的短正合列：
{\displaystyle 1\to \mathbb {Z} _{2}\to \operatorname {Spin} (n)\to \operatorname {SO} (n)\to 1} 。
对 n > 2， Spin(n) 单连通，从而是 SO(n) 的万有覆叠空间。作为李群 Spin(n) 及其李代数和特殊正交群 SO(n) 有相同的维数 n(n − 1)/2。
Spin(n) 可以构造为克利福德代数 Cℓ(n) 可逆元群的一个子群。Spin(n) 由所有写成个偶数个单位向量的克利福德乘积的元素生成。对应到 SO(n) 中恰是沿着垂直于这偶数个向量的超平面的反射的复合。

## 巧合同构
当维数比较低时，典型李群之间存在同构，称为“巧合同构”。例如，低维旋量群和一定的典型李群同构，这是因为不同的低维单李代数的根系之间存在同构。特别的我们有：
Spin(1) = O(1) = Z2
Spin(2) = U(1) = SO(2) = S1
Spin(3) = Sp(1) = SU(2) = HU(1) = S3
Spin(4) = Sp(1) × Sp(1)
Spin(5) = Sp(2) = HU(2)
Spin(6) = SU(4)
对 n = 7，8 仍然有退化的同构，细节可参见 Spin(8)；对更高的维数，这样的同构完全消失。

## 不定符号差
对于不定符号差，旋量群 Spin(p,q) 通过克利福德代数用类似于标准旋量群的方式构造，由能写成偶数个模+1和偶数个模-1单位向量的克利福德乘积的元素生成。它是一个 SO0(p,q)（不定正交群 SO(p,q) 含单位元连通分支）的连通二重覆叠。Spin(p,q) 的连通性不同作者有不同的约定，此文中取 p+q>2 时连通。不定符号低维时，也有一些巧合同构：
Spin(1,1) = GL(1,R)
Spin(2,1) = SL(2,R)
Spin(3,1) = SL(2,C)
Spin(2,2) = SL(2,R) × SL(2,R)
Spin(4,1) = Sp(1,1)
Spin(3,2) = Sp(4,R)
Spin(5,1) = SL(2,H)
Spin(4,2) = SU(2,2)
Spin(3,3) = SL(4,R)
注意有 Spin(p,q) = Spin(q,p)。

## 拓扑
连通且单连通的李群由它们的李代数决定。所以，如果 G 是具有单李代数的连通李群，G′ 是 G 的万有覆叠，有包含：
{\displaystyle \pi _{1}(G)\subset Z(G'),}
这里 Z(G′) 是 G 的中心。这个包含映射和 G 的李代数  {\displaystyle {\mathfrak {g}}} 完全确定了 G （注意 {\displaystyle {\mathfrak {g}}} 和 {\displaystyle \pi _{1}(G)} 不能完全确定 G，例如 SL(2,R) 和 PSL(2,R) 有相同的李代数和基本群 {\displaystyle \mathbb {Z} }，但却不同构）。
定符号 Spin(n) 对 n > 2 都是单连通的，所以它们是 SO(n) 的万有覆叠。不定符号时，Spin(p,q) 的极大紧子群是
{\displaystyle ({\mbox{Spin}}(p)\times {\mbox{Spin}}(q))/\{(1,1),(-1,-1)\}}。
这样我们就可计算出 Spin(p,q) 的基本群：
{\displaystyle \pi _{1}({\mbox{Spin}}(p,q))={\begin{cases}\{0\}&(p,q)=(1,1){\mbox{ or }}(1,0)\\\{0\}&p>2,q=0,1\\\mathbb {Z} &(p,q)=(2,0){\mbox{ or }}(2,1)\\\mathbb {Z} \times \mathbb {Z} &(p,q)=(2,2)\\\mathbb {Z} &p>2,q=2\\\mathbb {Z} _{2}&p>2,q>2\\\end{cases}}}
对 {\displaystyle p,q>2}，这意味着映射 {\displaystyle \pi _{1}({\mbox{Spin}}(p,q))\to \pi _{1}(SO(p,q))} 由
{\displaystyle 1\in \mathbb {Z} _{2}} 映到 {\displaystyle (1,1)\in \mathbb {Z} _{2}\times \mathbb {Z} _{2}} 给出；
对 p=2，q>2，映射由 {\displaystyle 1\in \mathbb {Z} \to (1,1)\in \mathbb {Z} \times \mathbb {Z} _{2}} ；最后，对 p = q = 2， {\displaystyle (1,0)\in \mathbb {Z} \times \mathbb {Z} } 映到 {\displaystyle (1,1)\in \mathbb {Z} \times \mathbb {Z} } 而 {\displaystyle (0,1)} 映到 {\displaystyle (1,-1)} 。